# Dakosaurus
Dakosaurus è un genere di rettili estinto appartenente alla famiglia dei Metriorinchidi. Visse durante il Giurassico, quando i dinosauri erano in piena evoluzione. Era lungo 5 metri, ovvero come una grossa auto.

## Descrizione

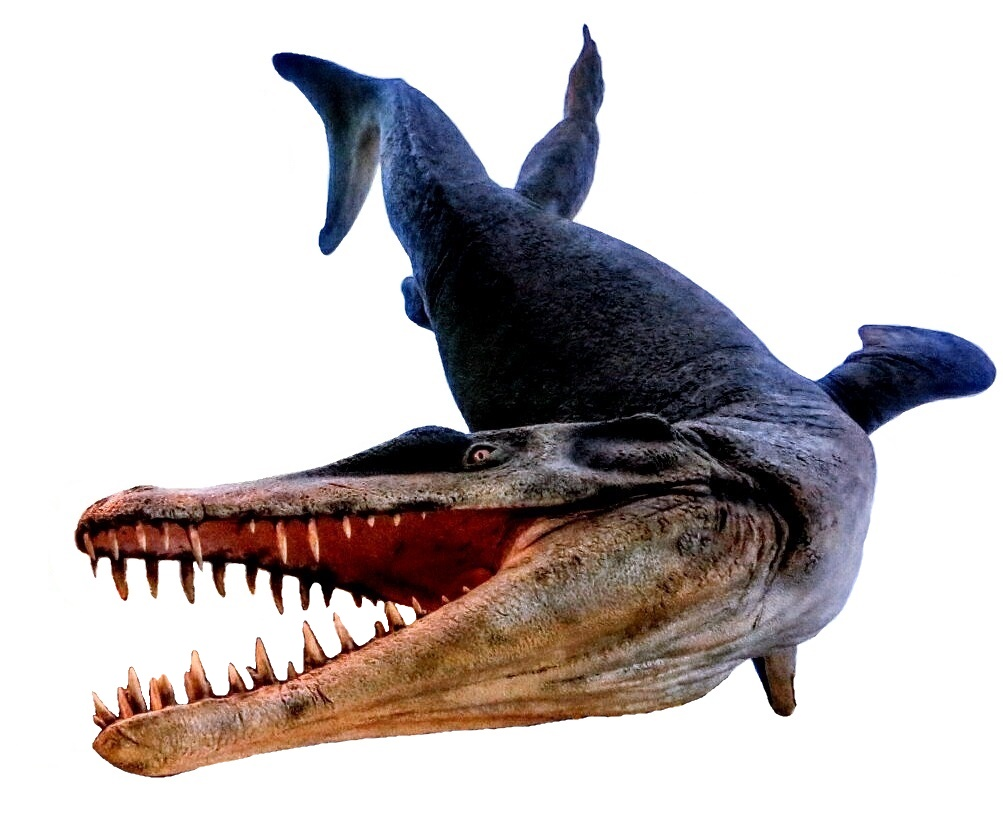
Ricostruzione museale

Benché strettamente imparentato coi più noti Geosaurus e Metriorhynchus, il Dakosaurus aveva sviluppato caratteristiche insolite in nessun altro genere di coccodrillo marino: la testa, corta e tozza, aveva muscoli mascellari molto forti e denti molto affilati. I suoi primi resti rinvenuti, ovvero dei denti, furono scambiati per quelli di un teropode, il Megalosaurus.

## Dieta
Sebbene molti rettili marini come il Plesiosaurus o l'Ophtalmosaurus si nutrissero prevalentemente di pesce, una piccola parte, ovvero i pliosauri e appunto alcuni coccodrilli marini, si specializzò per mangiare prede intere. Il Dakosaurus probabilmente tendeva agguati a giovani ittiosauri od altri animali indifesi per poi farli dissanguare per le ferite. Ma poteva essere anch'esso preda: il Liopleurodon ed il Pliosaurus , lunghi anche quasi il doppio, potevano rappresentare una seria minaccia anche per questo predone.